# 九州旅客鉄道の鉄道駅一覧 (電報略号順)
九州旅客鉄道の鉄道駅一覧 （きゅうしゅうりょかくてつどうのてつどうえきいちらん）
九州旅客鉄道（JR九州）の鉄道駅の電報略号による五十音順索引（廃駅を含む）。

## ア行

### ア
- アイ - 相浦駅（廃駅→松浦鉄道）
- アオ - 青井岳駅
- アカ - 赤瀬川信号場（廃駅→肥薩おれんじ鉄道）
- アカ - 赤間駅
- アカ - 赤水駅
- アク - 阿久根駅（廃駅→肥薩おれんじ鉄道）
- アケ - 赤池駅 (福岡県)（廃駅→平成筑豊鉄道）
- アコ - 安部山公園駅
- アシ - 青島駅
- アセ - 赤瀬駅
- アソ - 阿蘇駅
- アチ - 朝地駅
- アツ - 天津駅
- アヒ - 旭ケ丘駅 (宮崎県)
- アマ - 天ケ瀬駅
- アム - 浅海井駅
- アラ - 姶良駅
- アリ - 有佐駅
- アリ - 有田駅

### イ
- イイ - えびの飯野駅
- イイ - 肥前飯田駅
- イウ - 糸島高校前駅
- イカ - 伊賀駅
- イカ - 市ノ川駅
- イキ - 一貴山駅
- イク - 今宿駅
- イケ - 池尻駅
- イコ - いこいの村駅
- イコ - 志井公園駅
- イシ - 石垣駅
- イシ - 石田駅 (福岡県)
- イス - 指宿駅
- イソ - 磯光駅（廃駅）
- イタ - 田川伊田駅
- イチ - 一勝地駅
- イツ - 今津駅 (大分県)
- イト - 糸田駅（廃駅→平成筑豊鉄道）
- イナ - 稲葉崎駅（廃駅）
- イヌ - 市布駅
- イヌ - 犬飼駅
- イノ - 入野駅 (鹿児島県)
- イハ - 諫早駅
- イフ - 一武駅（廃駅→くま川鉄道）
- イフ - 今福駅（廃駅→松浦鉄道）
- イホ - 一本松駅 (福岡県)
- イヒ - 伊比井駅
- イマ - 伊万里駅
- イマ - 薩摩今和泉駅
- イモ - 開聞駅
- イヤ - 伊賀屋駅
- イワ - 天岩戸駅（廃駅→高千穂鉄道）

### ウ
- ウイ - 南大分駅
- ウエ - 植木駅
- ウキ - 日向北方駅
- ウコ - 運動公園駅 (宮崎県)
- ウサ - 宇佐駅
- ウシ - 牛津駅
- ウシ - 牛ノ浜駅（廃駅→肥薩おれんじ鉄道）
- ウス - 臼井駅（廃駅）
- ウス - 宇宿駅
- ウタ - 石打ダム駅
- ウタ - 神田駅 (長崎県) （廃駅→松浦鉄道）
- ウチ - 内之田駅
- ウチ - 内牧駅
- ウツ - 現川駅
- ウト - 宇土駅
- ウノ - 宇島駅
- ウハ - うきは駅
- ウミ - 宇美駅
- ウミ - 海浦駅（廃駅→肥薩おれんじ鉄道）
- ウム - 植村駅
- ウラ - 浦上駅
- ウワ - えびの上江駅

### エ
- エイ - 頴娃駅
- エオ - 頴娃大川駅
- エタ - 枝光駅
- エタ - 日向前田駅
- エヒ - 海老津駅
- エヒ - えびの駅
- エム - 江迎駅（廃駅→松浦鉄道。現・江迎鹿町駅）
- エメ - 前目駅（廃駅）
- エラ - 恵良駅

### オ
- オイ - 大分駅
- オエ - 小江駅
- オオ - 大神駅
- オオ - 大木駅（廃駅→松浦鉄道）
- オオ - 薩摩大口駅（廃駅）
- オカ - 大川野駅
- オカ - 大隅大川原駅
- オカ - 上岡駅
- オキ - 小城駅
- オク - 大隈駅（廃駅）
- オコ - 大畑駅
- オコ - 折生迫駅
- オセ - 鬼瀬駅
- オタ - 網田駅
- オタ - 緒方駅
- オチ - 相知駅
- オツ - 肥後大津駅
- オツ - 日向大束駅
- オナ - 大隅夏井駅
- オニ - 鬼塚駅
- オノ - 大野下駅
- オノ - 大野城駅
- オノ - 小野屋駅
- オハ - 小波瀬西工大前駅
- オヒ - 飫肥駅
- オマ - 大分大学前駅
- オマ - 大町駅 (佐賀県)
- オム - 大牟田駅
- オヤ - 大山駅 (鹿児島県)
- オラ - 肥前大浦駅
- オリ - 折尾駅
- オル - 大鶴駅
- オワ - 小川駅 (熊本県)
- オン - 遠賀川駅

## カ行

### カ
- カア - 上有田駅
- カイ - 皆瀬駅（廃駅→松浦鉄道）
- カイ - 上伊集院駅
- カウ - 上臼杵駅
- カオ - 鹿児島中央駅
- カカ - 香椎神宮駅
- カキ - 賀来駅
- カケ - 金武駅（廃駅→松浦鉄道）
- カコ - 鹿児島駅
- カサ - 亀ヶ崎駅（廃駅→高千穂鉄道）
- カサ - 上佐々駅（廃駅→松浦鉄道。現・清峰高校前駅）
- カサ - 東高崎駅
- カシ - 香椎駅
- カシ - 門石信号場
- カス - 春日駅 (福岡県)
- カス - 長洲駅
- カタ - 上田浦駅（廃駅→肥薩おれんじ鉄道）
- カチ - 海路駅
- カチ - 加治木駅
- カツ - 勝野駅
- カト - 酒殿駅
- カナ - 金田駅（廃駅→平成筑豊鉄道）
- カネ - 勾金駅（廃駅→平成筑豊鉄道）
- カノ - 加納駅 (宮崎県)
- カハ - 香春駅
- カヒ - 海崎駅
- カフ - 加布里駅
- カマ - 影待駅（廃駅→高千穂鉄道）
- カマ - 鎌瀬駅
- カマ - 中間駅
- カミ - 上熊本駅
- カミ - 上崎駅（廃駅→高千穂鉄道）
- カミ - 神村学園前駅
- カメ - 亀川駅
- カヤ - 上山田駅（廃駅）
- カユ - 歓遊舎ひこさん駅
- カラ - 唐津駅
- カリ - 苅田駅
- カル - 川水流駅（廃駅→高千穂鉄道）
- カレ - 嘉例川駅
- カワ - 川尻駅
- カワ - 川原木信号場
- カン - 神埼駅

### キ
- キイ - 喜入駅
- キウ - 厳木駅
- キキ - 喜々津駅
- キコ - 錦江駅
- キサ - 北佐世保駅（廃駅→松浦鉄道）
- キセ - 球泉洞駅
- キタ - 北方駅 (佐賀県)
- キタ - 北郷駅
- キチ - 霧島温泉駅
- キチ - 引治駅
- キト - 城戸南蔵院前駅
- キナ - 北永野田駅
- キノ - 北延岡駅
- キノ - 木上駅（廃駅→くま川鉄道）
- キマ - 教育大前駅
- キマ - 北俣駅
- キヤ - 北山田駅 (大分県)
- キヤ - 基山駅
- キヨ - 京町温泉駅
- キリ - 霧島神宮駅
- キワ - 北川駅
- キン - 銀水駅

### ク
- クウ - 福工大前駅（旧称・筑前新宮駅）
- クオ - 楠ヶ丘信号場
- クキ - 久木野駅（廃駅）
- クキ - 熊崎駅
- クコ - 久留米高校前駅
- クサ - 大草駅
- クサ - 草道駅（廃駅→肥薩おれんじ鉄道）
- クシ - 小串郷駅
- クシ - 串木野駅
- クス - 楠久駅（廃駅→松浦鉄道）
- クセ - 筑前庄内駅
- クチ - 谷之口駅
- クツ - 日向沓掛駅
- クノ - 隈之城駅
- クハ - 久原駅（廃駅→松浦鉄道）
- クホ - 久保田駅 (佐賀県)
- クマ - 熊ヶ畑駅（廃駅）
- クマ - 熊本駅
- クミ - 朽網駅
- クミ - 津久見駅
- クラ - 鞍手駅
- クラ - 肥後伊倉駅
- クリ - 栗野駅
- クル - 久留米駅
- クロ - 黒崎駅

### ケ
- ケイ - 桂川駅 (福岡県)
- ケオ - 武雄温泉駅
- ケタ - 豊後竹田駅
- ケナ - 竹中駅
- ケマ - 竹松駅
- ケヤ - けやき台駅

### コ
- コイ - 五位野駅
- コウ - 高田駅 (長崎県)
- コウ - 小浦駅 (長崎県)（廃駅→松浦鉄道）
- コオ - 幸崎駅
- コオ - 郡元駅
- コカ - 古賀駅
- コク - 国分駅 (鹿児島県)
- コク - 暘谷駅
- コケ - 小竹駅
- コタ - 肥後高田駅（廃駅→肥薩おれんじ鉄道）
- コト - 田川後藤寺駅
- コナ - 小長井駅
- コネ - 槇峰駅（廃駅→高千穂鉄道）
- コノ - 木葉駅
- コハ - 小林駅 (宮崎県)
- コマ - 九州工大前駅
- コマ - 駒鳴駅
- コマ - 崇城大学前駅（旧称・熊本工大前駅）
- コミ - 小内海駅
- コミ - 吾味駅（廃駅→高千穂鉄道）
- コメ - 米ノ津駅（廃駅→肥薩おれんじ鉄道）
- コモ - 子供の国駅
- コモ - 小森江駅
- コヤ - 郡山八幡駅（廃駅）
- コヤ - 筑後船小屋駅
- コラ - 小倉駅 (福岡県)

## サ行

### サ
- サイ - 大在駅
- サイ - 西戸崎駅
- サイ - 薩摩板敷駅
- サウ - 佐志生駅
- サオ - 薩摩大川駅（廃駅→肥薩おれんじ鉄道）
- サカ - 佐賀駅
- サキ - 長崎駅
- サク - 篠栗駅
- サコ - 財光寺駅
- ササ - 佐々駅（廃駅→松浦鉄道）
- サシ - 佐敷駅（廃駅→肥薩おれんじ鉄道）
- サス - 柚須駅
- サチ - 坂ノ市駅
- サト - 里信号場
- サト - 西里駅
- サノ - 坂之上駅
- サヒ - 肥前旭駅
- サホ - 佐世保駅
- サマ - 九産大前駅
- サヤ - 崎山駅（廃駅→平成筑豊鉄道）
- サラ - 佐土原駅
- サリ - 佐里駅
- サル - 笹原駅
- サワ - 犀川駅（廃駅→平成筑豊鉄道）
- サン - 三里木駅
- サン - 彦山駅

### シ
- シウ - 志井駅 (JR九州)
- シウ - 伊集院駅
- シウ - 新入駅
- シオ - 重岡駅
- シカ - 鹿家駅
- シカ - 慈眼寺駅
- シキ - 敷戸駅
- シク - 蔵宿駅（廃駅→松浦鉄道）
- シケ - 重富駅
- シコ - 下郡信号場
- シコ - 西小倉駅
- シサ - 白沢駅 (鹿児島県)
- シシ - 志布志駅
- シス - 出水駅
- シセ - 新水前寺駅
- シソ - 下曽根駅
- シタ - 椎田駅
- シタ - 新玉名駅
- シチ - 新宮中央駅
- シツ - 新飯塚駅
- シト - 下山門駅
- シノ - 下ノ江駅
- シノ - 吉野駅 (福岡県)
- シハ - 陣原駅
- シフ - ししぶ駅
- シマ - 串間駅
- シミ - 新水俣駅
- シム - 新大牟田駅
- シモ - 下山田駅（廃駅）
- シヤ - 薩摩塩屋駅
- シヨ - 採銅所駅
- シヨ - 日向庄内駅
- シル - 新田原駅
- シロ - 白石駅 (熊本県)
- シロ - 肥前白石駅
- シン - 新原駅

### ス
- スイ - 水前寺駅
- スエ - 須恵駅
- スオ - 菅尾駅
- スカ - 杉河内駅
- スキ - 臼杵駅
- スセ - 周船寺駅
- スチ - 須恵中央駅
- スヘ - スペースワールド駅
- スミ - 住吉駅 (熊本県)
- スワ - 諏訪駅

### セ
- セイ - 川内駅 (鹿児島県)
- セカ - 瀬高駅
- セキ - 下関駅（JR西日本所管）
- セク - 肥前久保駅
- セコ - 肥前古賀駅
- セセ - 瀬々串駅
- セセ - 豊前善光寺駅
- セタ - 瀬田駅 (熊本県)
- セト - 瀬戸石駅
- セミ - 肥前三川信号場
- セリ - 潜竜駅（廃駅→松浦鉄道。現・潜竜ヶ滝駅）
- セン - 千丁駅
- セン - 善導寺駅

### ソ
- ソエ - 添田駅
- ソキ - 曽木駅（廃駅→高千穂鉄道）
- ソサ - 曽山寺駅
- ソタ - 宗太郎駅
- ソチ - 五十市駅
- ソノ - 彼杵駅

## タ行

### タ
- タイ - 大行司駅
- タウ - 高城駅
- タエ - 波多江駅
- タカ - 高尾野駅（廃駅→肥薩おれんじ鉄道）
- タキ - 薩摩高城駅（廃駅→肥薩おれんじ鉄道）
- タキ - 滝尾駅
- タキ - 滝水駅
- タケ - 竹下駅
- タサ - 高崎新田駅
- タシ - 田代駅
- タツ - 多久駅
- タツ - 竜田口駅
- タテ - 立石駅
- タテ - 立野駅 (熊本県)
- タト - 大塔駅
- タナ - 川棚駅
- タニ - 谷頭駅
- タノ - 田野駅 (宮崎県)
- タハ - 高原駅
- タヒ - 東田平駅（廃駅→松浦鉄道）
- タフ - 筑前大分駅
- タマ - 玉名駅
- タマ - 天神山駅
- タマ - 福島高松駅
- タヤ - 谷山駅 (鹿児島県)
- タヨ - 田吉駅
- タラ - 多良駅
- タラ - 多良木駅（廃駅→くま川鉄道）
- タリ - 渡駅
- タン - 段駅

### チ
- チア - 千早駅
- チイ - 筑前岩屋駅
- チエ - 筑前山家駅
- チキ - 市来駅
- チク - 筑前植木駅
- チサ - 筑後草野駅
- チタ - 市棚駅
- チチ - 筑前内野駅
- チト - 千鳥駅
- チハ - 長者原駅
- チフ - 筑前深江駅
- チホ - 高千穂駅（廃駅→高千穂鉄道）
- チマ - 筑前前原駅
- チミ - 内海駅 (宮崎県)
- チミ - 筑前宮田駅（廃駅）
- チヤ - 木場茶屋駅
- チヨ - 筑後吉井駅
- チワ - 千綿駅

### ツ
- ツイ - 築城駅
- ツカ - 飯塚駅
- ツキ - 杵築駅
- ツキ - 調川駅（廃駅→松浦鉄道）
- ツナ - 津奈木駅（廃駅→肥薩おれんじ鉄道）
- ツノ - 都農駅
- ツミ - 中泉駅（廃駅→平成筑豊鉄道）
- ツル - 鶴崎駅

### テ
- テイ - 天拝山駅
- テウ - 帖佐駅
- テル - 光岡駅
- テン - 天道駅

### ト
- トイ - 土井駅
- トウ - 東郷駅
- トカ - 奥洞海駅
- トカ - 東海学園前駅
- トサ - 土井崎信号場
- トシ - 九大学研都市駅
- トス - 鳥栖駅
- トツ - 大堂津駅
- トト - 土々呂駅
- トハ - 戸畑駅
- トマ - 門松駅
- トミ - 富合駅
- トヨ - 豊津駅 (福岡県)（廃駅→平成筑豊鉄道）
- トロ - 都府楼南駅
- トワ - 門川駅

## ナ行

### ナ
- ナイ - 日向長井駅
- ナウ - 南郷駅
- ナオ - 永尾駅
- ナカ - 直川駅
- ナカ - 中原駅
- ナカ - 中名駅
- ナク - 中多久駅
- ナサ - 中里駅 (長崎県)（廃駅→松浦鉄道）
- ナセ - 中佐世保駅（廃駅→松浦鉄道）
- ナタ - 奈多駅
- ナツ - 中津駅 (大分県)
- ナト - 長里駅
- ナナ - 肥前七浦駅
- ナノ - 肥前長野駅
- ナハ - 中判田駅
- ナフ - 中福良駅
- ナヘ - 高鍋駅
- ナヘ - 鍋島駅
- ナマ - 鯰田駅
- ナミ - 海ノ中道駅
- ナミ - 直見駅
- ナミ - 波野駅
- ナム - 豊後中村駅
- ナヨ - 長与駅
- ナラ - 那良口駅

### ニ
- ニウ - 大入駅
- ニエ - 西頴娃駅
- ニオ - 西大分駅
- ニオ - 西大山駅
- ニカ - 西方駅（廃駅→肥薩おれんじ鉄道）
- ニキ - 西屋敷駅
- ニク - 二月田駅
- ニコ - 西都城駅
- ニシ - 西唐津駅
- ニソ - 西添田駅
- ニチ - 西相知駅
- ニト - 新鳥栖駅
- ニナ - 日南駅
- ニハ - 西諫早駅
- ニヒ - 西菱刈駅（廃駅）
- ニヘ - 西延岡駅（廃駅→高千穂鉄道）
- ニマ - 西鹿児島駅（現・鹿児島中央駅）
- ニミ - 西出水駅（廃駅→肥薩おれんじ鉄道）
- ニモ - 西熊本駅
- ニム - 西牟田駅
- ニヤ - 西山野駅（廃駅）
- ニヨ - 西人吉駅
- ニラ - 虹ノ松原駅

### ヌ
- ヌク - 生見駅
- ヌシ - 田主丸駅

### ノ
- ノウ - 直方駅
- ノカ - 南延岡駅
- ノキ - 藤ノ木駅
- ノス - 雁ノ巣駅
- ノタ - 野田郷駅（廃駅→肥薩おれんじ鉄道）
- ノヘ - 延岡駅
- ノヤ - 野矢駅

## ハ行

### ハ
- ハイ - 早岐駅
- ハエ - 南風崎駅
- ハカ - 博多駅
- ハキ - 葉木駅
- ハキ - 吐合駅（廃駅→高千穂鉄道）
- ハキ - 箱崎駅
- ハク - 食と緑博覧会駅（廃駅）
- ハサ - 浜崎駅
- ハシ - 高橋駅
- ハス - 蓮ケ池駅
- ハタ - 波多浦駅
- ハテ - ハウステンボス駅
- ハト - 隼人駅
- ハナ - 木花駅
- ハヌ - 羽犬塚駅
- ハヒ - 早日渡駅（廃駅→高千穂鉄道）
- ハフ - 筑前垣生駅
- ハマ - 肥後長浜駅
- ハマ - 肥前浜駅
- ハラ - 金石原駅
- ハラ - 原水駅
- ハル - 田原坂駅
- ハル - 原田駅 (福岡県)

### ヒ
- ヒイ - 東諫早駅
- ヒイ - 東市来駅
- ヒウ - 日宇駅
- ヒカ - 東開聞駅
- ヒカ - 東川崎駅（廃駅）
- ヒカ - 肥前鹿島駅
- ヒカ - 日向市駅
- ヒキ - 表木山駅
- ヒク - 東多久駅
- ヒケ - 日ノ影駅（廃駅→高千穂鉄道。後の日之影温泉駅）
- ヒシ - 菱刈駅（廃駅）
- ヒシ - 日代駅
- ヒソ - 東園駅
- ヒタ - 東多良木駅（廃駅→くま川鉄道）
- ヒタ - 日田駅
- ヒチ - 日出駅
- ヒツ - 東都農駅
- ヒツ - 平恒駅（廃駅）
- ヒト - 人吉駅
- ヒナ - 東中津駅
- ヒナ - 肥前長田駅
- ヒナ - 日奈久駅（廃駅→肥薩おれんじ鉄道。現・日奈久温泉駅）
- ヒナ - 日当山駅
- ヒフ - 東福間駅
- ヒヘ - 東別府駅
- ヒマ - 東水巻駅
- ヒミ - 東水俣駅（廃駅）
- ヒミ - 肥前御厨駅（廃駅→松浦鉄道。現・御厨駅）
- ヒミ - 日向新富駅
- ヒメ - 東免田駅（廃駅→くま川鉄道）
- ヒモ - 光の森駅
- ヒモ - 日向岡元駅（廃駅→高千穂鉄道）
- ヒヨ - 東人吉駅（廃駅→くま川鉄道。現・相良藩願成寺駅）
- ヒヨ - 肥前吉井駅（廃駅→松浦鉄道。現・吉井駅 (長崎県) ）
- ヒヨ - 日向住吉駅
- ヒラ - 肥後田浦駅（廃駅→肥薩おれんじ鉄道）
- ヒラ - 平川駅
- ヒラ - 平戸口駅（廃駅→松浦鉄道。現・たびら平戸口駅）
- ヒリ - 左石駅（廃駅→松浦鉄道）

### フ
- フイ - 福島今町駅
- フオ - 豊前大熊駅（廃駅→平成筑豊鉄道）
- フオ - 豊後荻駅
- フカ - 深角駅（廃駅→高千穂鉄道）
- フカ - 豊前川崎駅
- フキ - 豊後清川駅
- フク - 福間駅
- フケ - 薩摩布計駅（廃駅）
- フコ - 豊後国分駅
- フシ - 太宰府信号場
- フタ - 肥後二見駅（廃駅→肥薩おれんじ鉄道）
- フタ - 二島駅
- フツ - 二日市駅
- フト - 豊後豊岡駅
- フナ - 豊前長洲駅
- フナ - 船尾駅
- フハ - 豊後中川駅
- フミ - 豊後三芳駅
- フモ - 肥前麓駅
- フモ - 豊後森駅
- フヨ - 福吉駅
- フル - 古国府駅
- フロ - 袋駅 (熊本県)（廃駅→肥薩おれんじ鉄道）
- フワ - 肥後深川駅（廃駅）

### ヘ
- ヘキ - 佐伯駅
- ヘク - 別府大学駅
- ヘセ - 平成駅
- ヘフ - 別府駅 (大分県)

### ホ
- ホイ - 筑後大石駅
- ホカ - 本川内駅
- ホシ - 糒駅（廃駅→平成筑豊鉄道）
- ホナ - 上穂波駅
- ホミ - 細見駅（廃駅→高千穂鉄道）
- ホム - 本牟田部駅
- ホユ - 宝珠山駅
- ホン - 本城駅

## マ行

### マ
- マウ - 松浦駅（廃駅→松浦鉄道）
- マエ - 前之浜駅
- マキ - 牧駅 (大分県)
- マク - 枕崎駅
- マコ - 浜小倉駅（廃駅→JR貨物）
- マサ - 真崎駅 (福岡県)（廃駅）
- マサ - 真幸駅
- マサ - 真申駅（廃駅→松浦鉄道）
- マス - 豊前桝田駅
- マタ - 三股駅
- マチ - 原町駅
- マツ - 松ケ浦駅
- マツ - 松橋駅
- マツ - 松原駅 (長崎県)
- マノ - 山野駅（廃駅）
- ママ - 舞松原駅
- マヤ - 今山駅
- マリ - 上伊万里駅
- マル - 鶴丸駅
- マワ - 山川駅
- マン - 万ケ塚駅

### ミ
- ミア - 上相浦駅（廃駅→松浦鉄道）
- ミア - 南荒尾駅
- ミイ - 御井駅
- ミウ - 宮崎神宮駅
- ミエ - 美咲が丘駅
- ミオ - 上三緒駅
- ミカ - 三河内駅
- ミカ - 緑川駅
- ミカ - 南鹿児島駅
- ミカ - 南日向駅
- ミキ - 水城駅
- ミキ - 南霧島信号場
- ミク - 宮崎空港駅
- ミケ - 三毛門駅
- ミコ - 南小倉駅
- ミサ - 宮崎駅
- ミス - 水巻駅
- ミス - 三角駅
- ミセ - 南瀬高駅
- ミタ - 南方駅 (宮崎県)
- ミチ - 道ノ尾駅
- ミナ - 水俣駅（廃駅→肥薩おれんじ鉄道）
- ミフ - 南福岡駅
- ミフ - 南由布駅
- ミヘ - 三重町駅
- ミマ - 三間坂駅
- ミミ - 美々津駅
- ミモ - 南熊本駅
- ミヤ - 宮ケ浜駅
- ミヤ - 宮地駅
- ミユ - 南行橋駅
- ミリ - 水成川駅

### ム
- ムカ - 向之原駅
- ムサ - 武蔵塚駅
- ムハ - 行縢駅（廃駅→高千穂鉄道）
- ムラ - 大村駅 (長崎県)
- ムラ - 肥後西村駅（廃駅→くま川鉄道）

### メ
- メイ - 姪浜駅（福岡市交通局所管）
- メオ - 夫婦石駅（廃駅→松浦鉄道）
- メン - 免田駅（廃駅→くま川鉄道。現・あさぎり駅）

### モ
- モカ - 下鴨生駅
- モコ - 門司港駅
- モシ - 門司駅
- モト - 坂本駅 (熊本県)
- モト - 薩摩松元駅
- モハ - 餅原駅
- モモ - 桃川駅

## ヤ行

### ヤ
- ヤカ - 中山香駅
- ヤキ - 南宮崎駅
- ヤク - 山之口駅
- ヤケ - 矢岳駅
- ヤコ - 都城駅
- ヤシ - 西小林駅
- ヤシ - 東山代駅（廃駅→松浦鉄道）
- ヤタ - 八幡駅 (福岡県)
- ヤツ - 八代駅
- ヤテ - 筑前山手駅
- ヤト - 日向八戸駅（廃駅→高千穂鉄道）
- ヤナ - 柳ケ浦駅
- ヤマ - 肥前山口駅
- ヤモ - 山本駅 (佐賀県)
- ヤヨ - 弥生が丘駅
- ヤロ - 新八代駅

### ユ
- ユエ - 湯江駅
- ユオ - 湯之尾駅（廃駅）
- ユク - 行橋駅
- ユス - 油須原駅（廃駅→平成筑豊鉄道）
- ユノ - 湯之元駅
- ユヒ - 湯平駅
- ユフ - 由布院駅
- ユマ - 湯前駅（廃駅→くま川鉄道）
- ユラ - 湯浦駅（廃駅→肥薩おれんじ鉄道）

### ヨ
- ヨア - 夜明駅
- ヨエ - 豊前松江駅
- ヨケ - 清武駅
- ヨコ - 大隅横川駅
- ヨシ - 吉尾駅
- ヨシ - 吉塚駅
- ヨト - 吉富駅 (福岡県)
- ヨナ - 庄内駅 (大分県)
- ヨノ - 城野駅 (JR九州)
- ヨハ - 榎原駅
- ヨフ - 呼野駅
- ヨマ - 吉松駅
- ヨリ - 吉野ケ里公園駅

## ラ行

### ラ
- ライ - 玉来駅
- ラオ - 荒尾駅 (熊本県)
- ラカ - 西浦上駅
- ラキ - 荒木駅
- ラサ - 浦ノ崎駅（廃駅→松浦鉄道）
- ラタ - 浦田駅 (福岡県)
- ラツ - 油津駅
- ラツ - 東唐津駅
- ラヘ - 財部駅
- ラマ - 石原町駅

### リ
- リウ - 狩生駅
- リウ - 肥前竜王駅
- リウ - 竜ケ水駅
- リク - 折口駅（廃駅→肥薩おれんじ鉄道）
- リヨ - 御領駅 (鹿児島県)

### ル
- ルマ - 久留米大学前駅
- ルメ - 南久留米駅
- ルン - バルーンさが駅

### ロ
- ロウ - 九郎原駅
- ロキ - 広木駅
- ロワ - 広原駅

## ワ行

### ワ
- ワカ - 若松駅
- ワシ - 和白駅
- ワセ - 深渡瀬駅（廃駅）
- ワタ - 渡瀬駅 (福岡県)
- ワタ - 和多田駅
- ワマ - 岩松駅
- ワミ - 川南駅
- ワム - 川村駅 (熊本県)（廃駅→くま川鉄道）
- ワヤ - 岩屋駅 (佐賀県)
- ワリ - 薩摩川尻駅

## 不明
- - 嬉野温泉駅
- - 大村車両基地駅
- - 新大村駅
- - 仙巌園駅
- - 中道信号場